# Motte Nettelshof
Die Motte Nettelshof (auch Nettlinghove) ist eine abgegangene Turmhügelburg (Motte) in der Ruhrniederung an der August-Thyssen Straße 57 im heutigen Essener Stadtteil Kettwig. Die Motte ist ein Vorgängerbau des ca. 300 Meter südöstlich liegenden Schlosses Hugenpoet.

## Geschichte
Als Königsgut Karls des Großen fand der Nettelshof (Nettlinghave toe Loepenheim) bereits im Jahr 778 erstmals urkundliche Erwähnung. Später war es ein Oberhof der Abtei Werden, mit dem Ritter Vlecke von Hugenpoet 1314 belehnt wurde. Die Herren von Nesselrode genannt Nettlinghove werden seit dem 13. Jahrhundert erwähnt. Die Anlage diente in jener Zeit der Kontrolle der nach Kettwig führenden Ruhrbrücke, die der Jülicher Herzog Wolfgang Wilhelm von Pfalz-Neuburg im Jahr 1635 abbrechen ließ.
Wann das Hofgut zu einer ersten wehrhaften Burg ausgebaut wurde, ist nicht bekannt. Sie wurde jedoch 1478 während einer Fehde des Klever Herzogs Johann I. von Kleve gegen das Herzogtum Geldern erstürmt und in Brand gesetzt. Noch 1756 standen von dieser ersten befestigten Anlage ein Turm und ein Nebengebäude, die im 18. Jahrhundert durch ein Gehöft überbaut wurden. 
Vom Burghügel verblieb eine flache ca. 1,4 Meter hohe Erhebung mit einem Durchmesser von 28 Metern. Ferner sind noch Reste der einstigen 12 Meter breiten Wassergrabenanlage und der Burgweiher erhalten. Archäologische Untersuchungen fanden bisher nicht statt. Das Areal befindet sich in Privatbesitz und ist nicht öffentlich zugänglich.